# Џон Чалис
Џон Сперли Чалис (енгл. John Spurley Challis; Бристол, 16. август 1942 — 19. септембар 2021) био је енглески глумац. Познат је по улози Бојсија у серији Мућке и серији Зелена зелена трава.

## Биографија
Џон Чалис је рођен у Бристолу, 16. августа 1942. године. Одрастао је у југоисточном Лондону. Глумом је почео да се бави са 22 године. Претежно је играо у телевизијским серијама, а мање у позоришту. Четири пута се женио, три брака завршио разводом, није имао деце. Био је у браку  са Керол Дејвис од 1990 до своје смрти 2021 године. Претходно је био ожењен Сабином Френклин, Деби Арнолд и Џен Чалис.

## Лик „Бојси“
Прославила га је улога богаташа Теренса Обрија „Бојсија“ у серији „Мућке“. Исти лик је тумачио поново у серији „Зелена зелена трава“. Бојси је богати продавац половних аутомобила који гледа на све, па и на своје пријатеље, са висине. Не пропушта прилику да направи шалу на рачун тога што су они финансијски слабији од њега, смејући се притом на веома карактеристичан начин.

## Књиге
Џон Чалис је написао две аутобиографске књиге „Бити Бојси“ (енгл. Being Boycie) и „После Бојсија“ (енгл. Boycie & Beyond). У књизи Бити Бојси представљен је период Џоновог живота до 1985. године, кад су „Мућке“ постале популарна серија у Британији. У другом делу аутобиографије После Бојсија описује врхунац своје популарности у „Мућкама“, шта се дешавало иза сцене током снимања и како се проводила глумачка екипа.

## Посета Србији
Џон Чалис је 2013. године посетио Србију. Био је гост телевизије Прва 18. јануара 2013. године у емисији Вече са Иваном Ивановићем. Пре снимања емисије он је са супругом Керол прошетао Калемегданом, посетио Скупштину и Бели двор.

## Занимљивости
- За време поплава у Србији 2014. године Чалис је на свом Твитер профилу поставио бројеве рачуна на које се може уплатити помоћ и апеловао да се помогне Србији.[5]
- Неке сцене у серији „Зелена зелена трава“ снимане су на Чалисовом имању.[2]
- Хоби су му били крикет, баштованство и историја.